# 許世藎
许世荩（？—？），字荩臣，號佩苑（佩宏），直隶归德卫中所官籍。明朝政治人物。

## 生平
萬曆四十三年（1615年）乙卯科順天鄉試舉人，天啓二年（1622年）壬戌科進士。授真定府推官，时太监魏忠贤权倾中外，下吏部尚书赵南星于狱，署世荩理之，复谕曰：但酷刑南星，三台可立致也。世荩曰：杀入媚人，有人心者所不为，而令世荩为之，何以见鲁卫之士乎？卒不听。崇祯元年十月，补户科给事中，言三事：省诏狱、停驾帖、免廷杖。四年五月升吏科右给事中，擢兵科左给事中，五年奉使册封唐府，五年九月升户科都给事中。顺治六年卒于京。